# Пам'ятки архітектури Ярмолинецького району
У Ярмолинецькому районі Хмельницької області згідно з даними управління культури, туризму і курортів Хмельницької облдержадміністрації перебуває 4 пам'ятки архітектури.
| № пп | Місцезнаходження | Найменування    | Рік спорудження |
| ---- | ---------------- | --------------- | --------------- |
| 1708 | с. Проскурівка   | Будинок папірні | XIX ст.         |
| 1709 | -»-              | Водяний млин    | XIX ст.         |
| 1710 | с. Сутківці      | Замок           | XV ст.          |
| 1711 | с. Сутківці      | Церква-фортеця  | XVI ст.         |
| 1712 | с. Шарівка       | Церква-фортеця  | XIV-XVII ст.    |